# Physocleora strigatimargo
Physocleora strigatimargo är en fjärilsart som beskrevs av Paul Dognin 1916. Physocleora strigatimargo ingår i släktet Physocleora och familjen mätare. Inga underarter finns listade i Catalogue of Life.